# Quincy Douby
Quincy Douby, né le 16 mai 1984 à Brooklyn (New York), aux États-Unis, est un joueur américain naturalisé monténégrin de basket-ball. Il évolue au poste d'arrière.

## Carrière
Le 3 mars 2014, il retourne en Turquie à Darüşşafaka.